# 萬呼夫人
萬呼夫人（?—?）金氏，又作萬寧夫人、萬內夫人，新羅第26代君主真平王的母亲。
萬呼夫人是立宗葛文王的女儿，第24代君主真兴王的姐妹。嫁给真兴王的太子金銅輪。生下儿子金白淨。真兴王三十三年（鸿济元年，572年）三月，王太子金铜轮卒。《花郎世记》记载她又改嫁同父异母的兄弟肅訖宗。真智王四年（579年），铜轮太子的弟弟真智王被废，萬呼夫人的儿子金白淨即位为真平王。

## 家族
- 父亲：立宗葛文王
- 母亲：只召太后
  - 丈夫：金銅輪，真兴王的儿子
    - 长子：真平王
    - 次子：金伯饭
    - 三子：金国饭

  - 丈夫：肅訖宗
    - 女儿：萬明夫人

## 影视作品
- 《渊盖苏文》（KBS，2006年-2007年，朴朱雅 饰演）
- 《善德女王》（MBC，2009年，鄭惠先 饰演）
- 《大王之梦》（KBS，2012年-2013年，趙洋慈 饰演）